# General Maynard
General Maynard är en kommun i Brasilien.   Den ligger i delstaten Sergipe, i den östra delen av landet, 1 300 km öster om huvudstaden Brasília. Antalet invånare är 2 914.
Omgivningarna runt General Maynard är huvudsakligen savann. Runt General Maynard är det ganska tätbefolkat, med 54 invånare per kvadratkilometer.